# Мікроенергетичний генератор
Мікроенергетичний генератор англ. Micropower, Micro Power Generator - малопотужний електричний генератор для перетворення тепла чи руху в електрику, який призначений для використання поблизу генератора.  Такий генератор, як правило, інтегрований з мікроелектронними пристроями і виробляє потужність декількох ватт або менше. Ці пристрої використовуються як джерело живлення для портативних  електронних пристроїв, які мають меншу вагу і мають більший час роботи, ніж батареї (акумулятори).

## Інтернет-ресурси
- MIT Gas Turbine Laboratory
- Z.L. Wang's lab at Georgia Institute of Technology